# Shumsk
Shumsk (ucraniano: Шумськ; polaco: Szumsk) es una ciudad de Ucrania, perteneciente al raión de Krémenets en la óblast de Ternópil.
En 2020, la ciudad tenía una población de 5417 habitantes. Desde 2015 es sede de un municipio que tiene una población total de más de veinte mil habitantes y que incluye 43 pueblos como pedanías.
Se ubica unos 25 km al este de Krémenets, sobre la carretera P26 que lleva a Ostroh.

## Historia
Se conoce la existencia del asentamiento desde 1149, cuando se menciona en el Códice de Hipacio como un importante asentamiento del principado de Volinia, que desde 1199 se integró en el principado de Galicia-Volinia. A partir del siglo XIV pasó a formar parte del Gran Ducado de Lituania. En el siglo XVII se fundó aquí un monasterio basiliano, pero en poco tiempo fue destruido como consecuencia de la rebelión de Jmelnitski. Unos años más tarde, los franciscanos se hicieron cargo de fundar un nuevo monasterio; tras las Particiones de Polonia y el posterior Levantamiento de Noviembre, el Imperio ruso cerró el monasterio y lo convirtió en un templo ortodoxo.
En 1919 se incorporó a la Segunda República Polaca, que lo clasificó como un miasteczko. En 1942, durante la Segunda Guerra Mundial, los invasores alemanes asesinaron a casi todos los judíos locales, que formaban dos tercios de la población; por su parte, la minoría polaca se desplazó en 1945 a la nueva República de Polonia, por lo que la RSS de Ucrania repobló el asentamiento en los años posteriores con ucranianos. Adoptó estatus de ciudad en 1999. Hasta 2020 fue la capital del raión de Shumsk.